# Verruquins
Els verruquins (llatí: Verrucini) foren un poble gal dels Alps, a la Provença. Tenien per veïns al suelters i als camatulicis. El seu nom s'hauria conservat en la vila de Verinhon entre Draguinhan (al departament del Var) i Riez.